# Rue Joseph-Liouville
La rue Joseph-Liouville est une rue du quartier Necker dans le 15e arrondissement de Paris. 

## Origine du nom

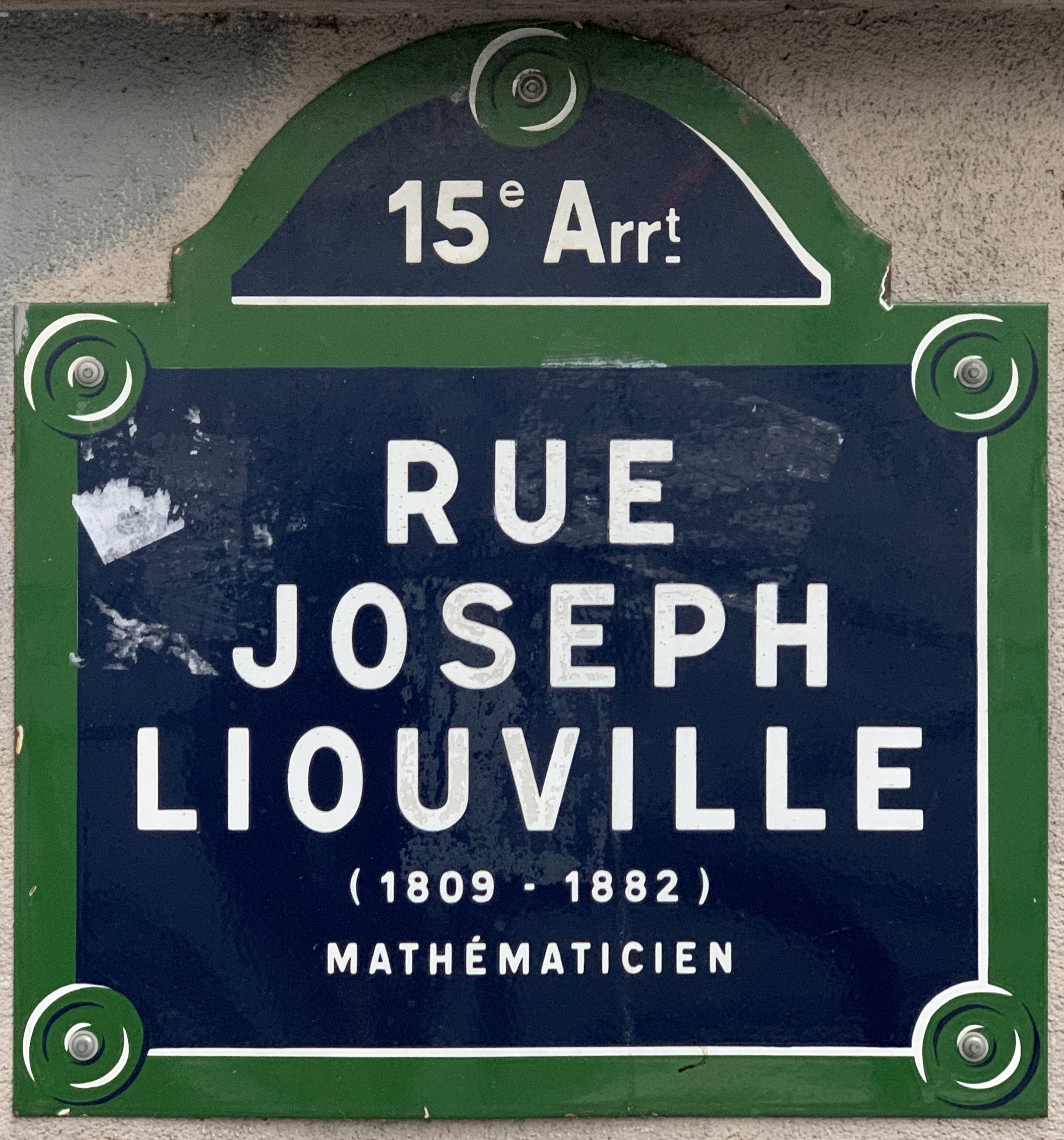
Plaque de la rue.

Elle est nommée en l'honneur du mathématicien français Joseph Liouville (1809-1882).

## Historique
Cette voie est ouverte en 1938 par la Ville de Paris sur l'emplacement de l'ancienne usine à gaz de Vaugirard et prend sa dénomination actuelle le 20 avril 1943.

## Bâtiments remarquables et lieux de mémoire
- Angle rue Joseph-Liouville, no 4 rue Auguste-Dorchain : « immeuble plat »[1].
- Au no 2 de la rue est implanté le bureau de poste Paris Saint-Lambert[2]. C'est aussi, depuis sa mise en service en 2007, l'adresse de la station Croix-Nivert (portant le numéro 15021) du service de vélos en libre-service Vélib'[3].